# Agrotis griseosparsa
Agrotis griseosparsa là một loài bướm đêm trong họ Noctuidae.